# Korso
Korso  (en suédois : Korso) est un quartier de Vantaa, une des principales villes de l'agglomération d'Helsinki (Finlande).

## Présentation
Korso est un quartier du district de Korso dans la partie nord-est de Vantaa.
Korso est situé du côté ouest de la ligne d'Helsinki à Tampere.
Korso est bordé a l'est par la voie principale, Matari et Metsola.
Au sud, Korso est bordé par Asola, à l'ouest par le quartier Maantiekylä de Tuusula, au nord-ouest par Vierumäki et au nord par Vallinoja.
La ville voisine la plus proche de Korso est Kerava, à six kilomètres au nord.

## Transports
À l'ouest de Korso, à cinq kilomètres, se trouve la route principale 45.
Sur le côté Est, la Lahdenväylä, est un tronçon  de la route nationale 4 (E75).
L'aéroport d'Helsinki-Vantaa est situé à environ 9 kilomètres au sud-ouest de Korso.
Les trains K circulent de la gare de Korso à Helsinki et Kerava.
La nuit, la gare de Korso est desservie par les trains T entre Helsinki et Riihimäki.
Plusieurs lignes de bus circulent entre Korso et Helsinki.
D'autres bus vont de Korso, via l'hôpital de Peijas, jusqu'à Mellunmäki, Tikkurila, Kerava et Etelä-Päiväkumpu, Hyrylä, Myyrmäki et l'aéroport d'Helsinki-Vantaa.
Les liaisons de bus entre Lahti et l'aéroport d'Helsinki-Vantaa, ainsi qu'entre Rovaniemi et Helsinki, passent par l'arrêt des bus interrégionaux de Korso.

## Galerie

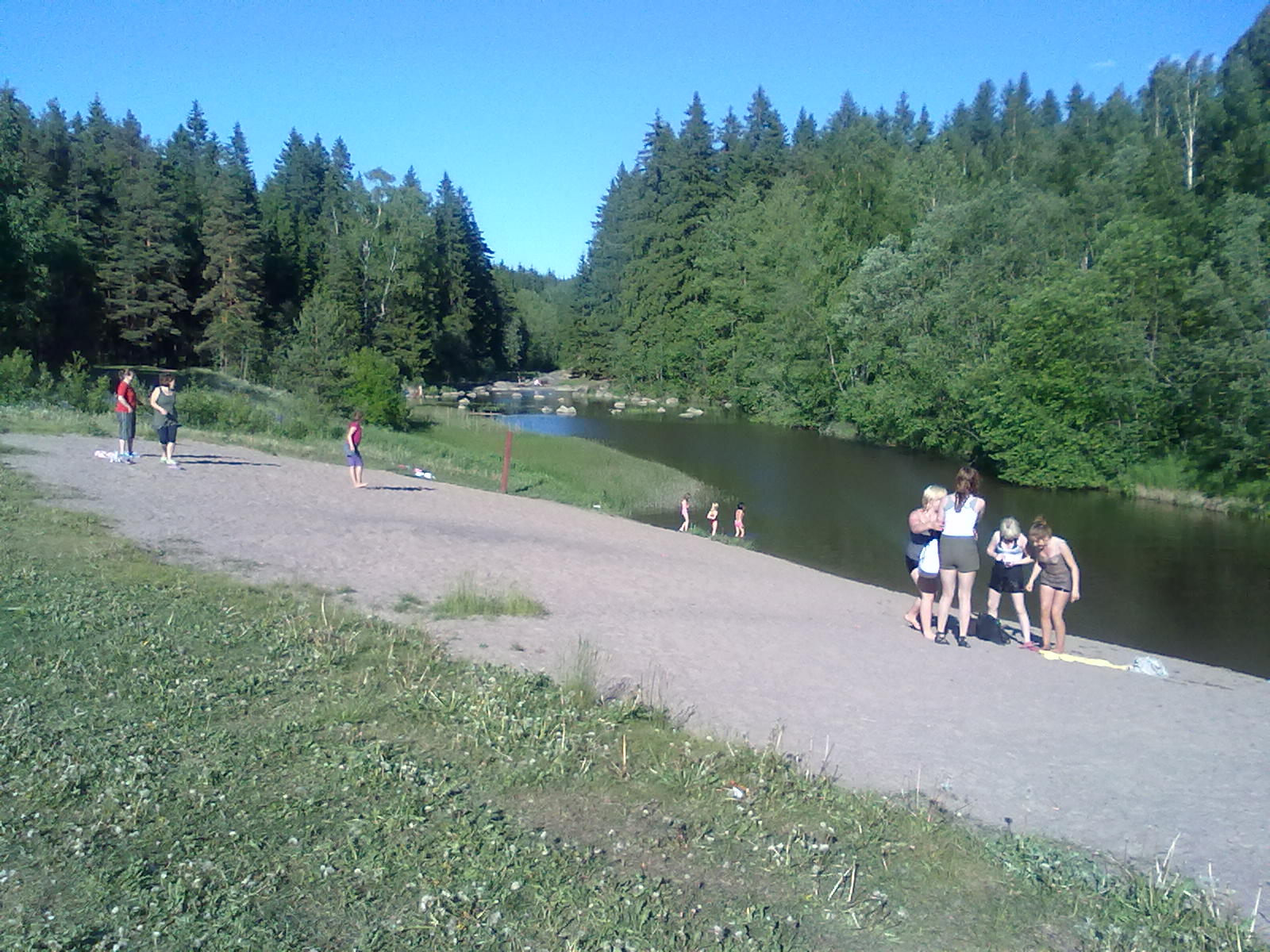
La plage de Matari.
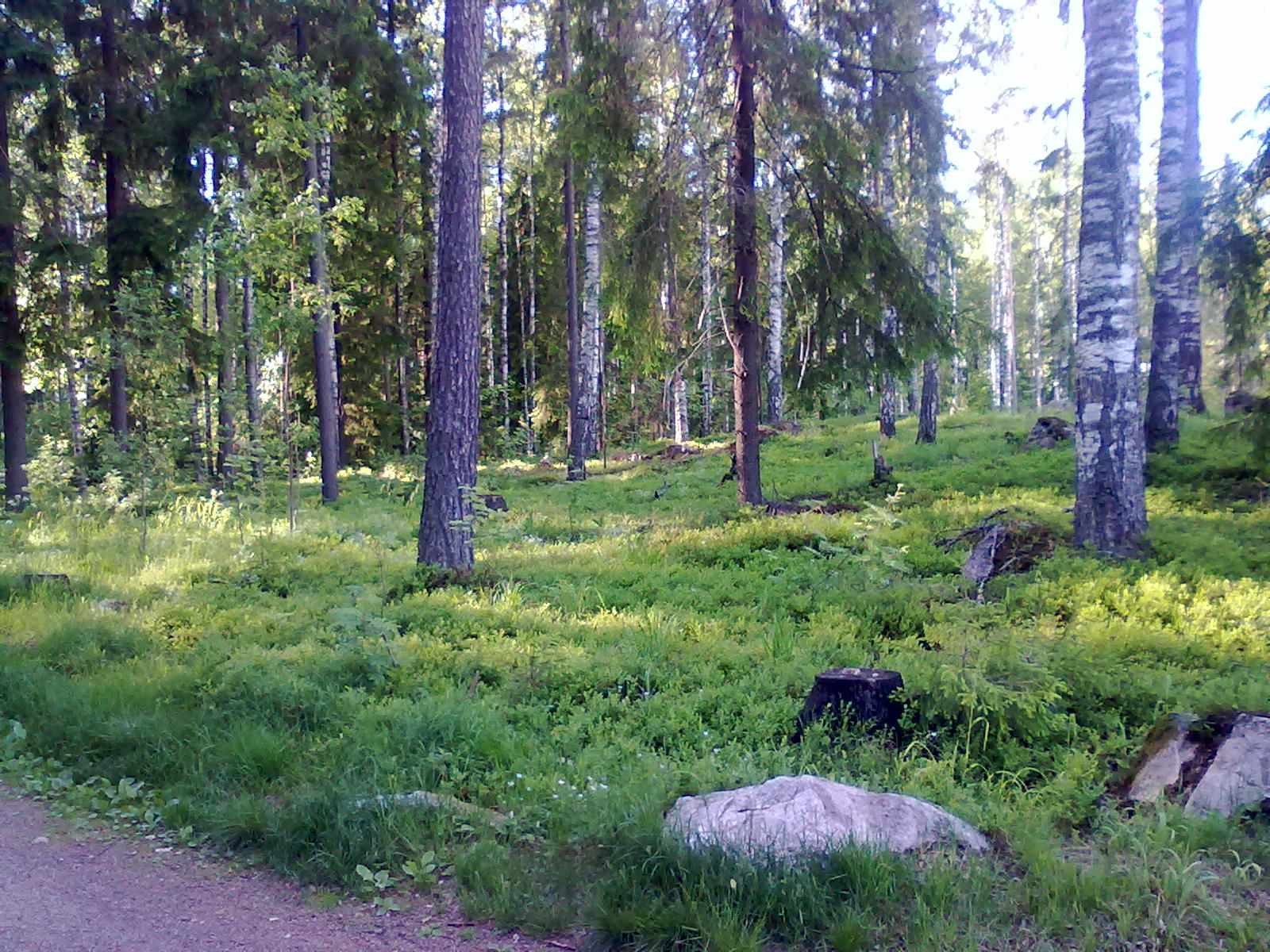
La forêt de Maarukanmetsä.
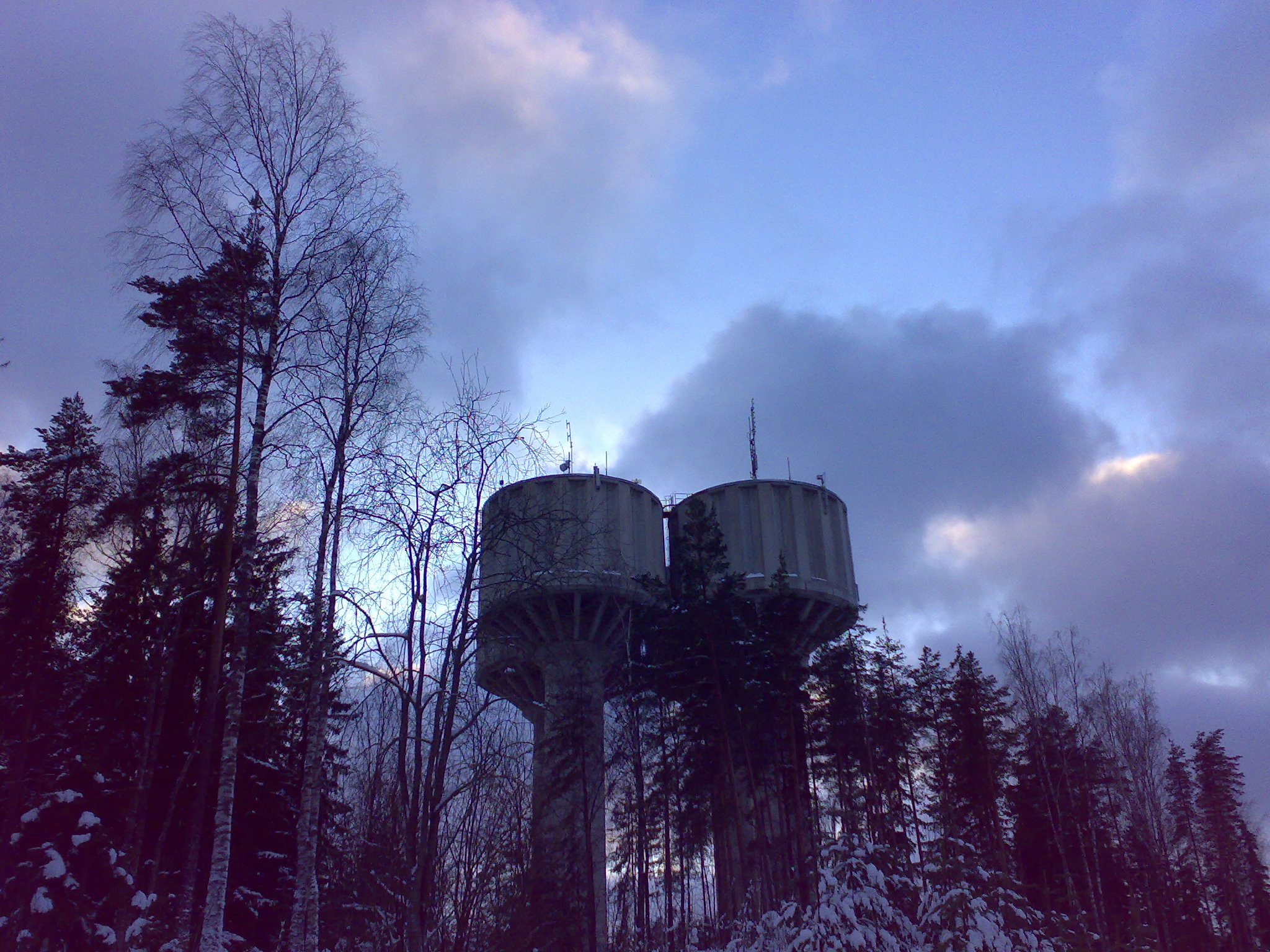
Le château d'eau de Korso.
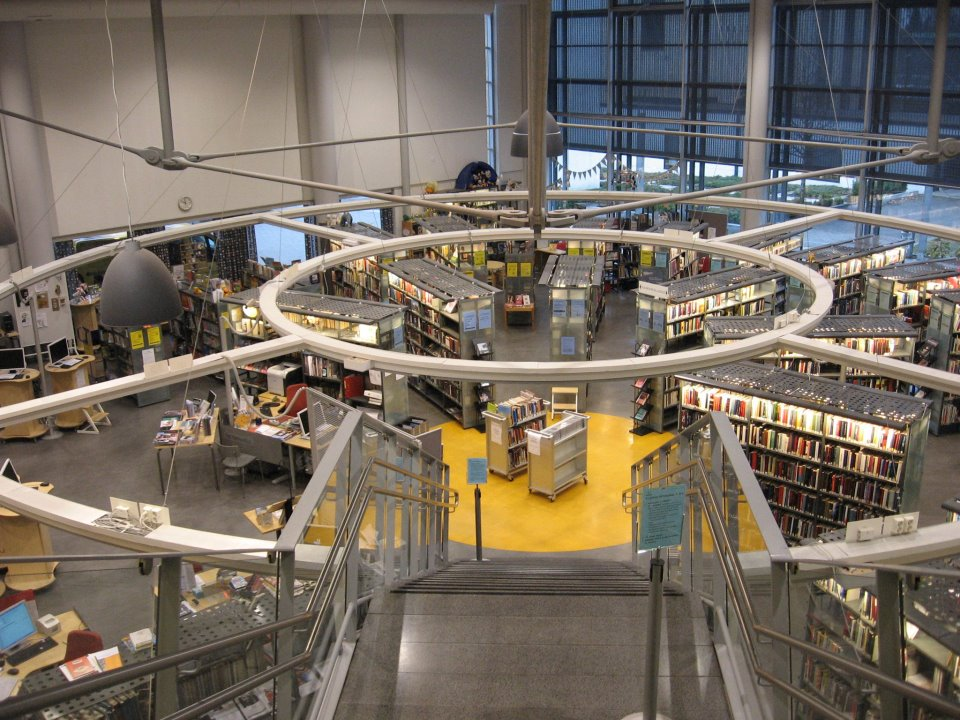
Bibliothèque de Lumo.
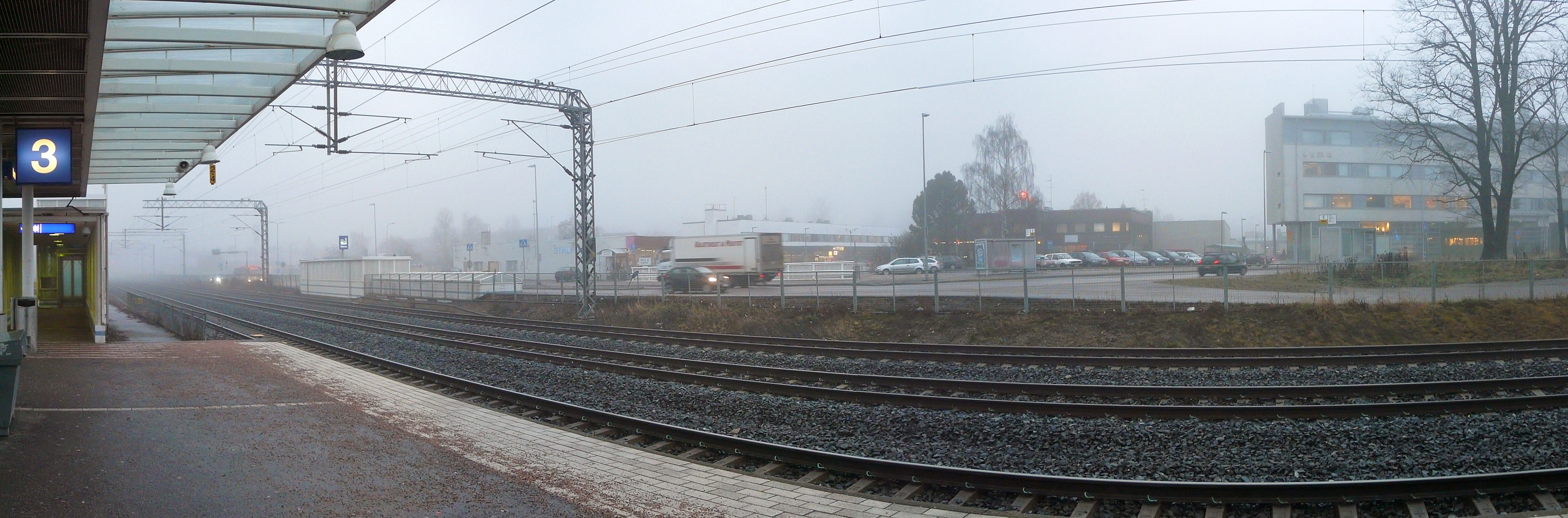
La gare de Korso.